# Ibtissem Trimech
Pour les articles homonymes, voir Ibtissem et Trimech.
Ibtissem Trimech, née le 2 mars 1982 à Tunis, est une rameuse d'aviron tunisienne.

## Carrière
Ibtissem Trimech participe aux Jeux olympiques d'été de 2000 et de 2004, sans atteindre la finale.
Elle est médaillée d'or en skiff poids légers aux championnats d'Afrique 2005. Aux Jeux africains de 2007, Ibtissem Trimech remporte la médaille d'or en skiff poids légers et la médaille d'argent en skiff.
Aux Jeux méditerranéens de plage de 2015, elle est médaillée d'argent en relais mixte et médaillée de bronze en deux de couple.